# St. James (New York)
St. James ist ein Ort auf Long Island im US-Bundesstaat New York. Er wird als unincorporated hamlet bezeichnet, hat also keine eigenen Verwaltungsstrukturen, und entspricht auch einem census-designated place (statistischen Gebiet). Er gehört zu Smithtown im Suffolk County. Nach dem Census von 2010 hatte er 13.338 Einwohner.

## Geographie
St. James hat eine Fläche von 11,8 km² und liegt vollständig im Landesinneren der Insel. Es grenzt nördlich an Head of the Harbor, westlich an den Hauptort von Smithtown sowie Village of the Branch, südlich an Nesconset, südöstlich an Lake Grove und östlich an Stony Brook.
St. James ist dichter besiedelt als die Küstenorte und vor allem durch geschlossen errichtete Wohnsiedlungen geprägt.

## Geschichte
Auf dem Gebiet befanden sich lange nur vereinzelte Häuser, bis 1856 der Name erstmals für eine neu gegründete episkopalische Gemeinde auftauchte und die Besiedelung zunahm. Die weitere Entwicklung beschleunigte sich nach der Einrichtung der Long Island Rail Road 1872 und durch wirtschaftliches Wachstum um die Jahrhundertwende. Im frühen 20. Jahrhundert war St. James auch zeitweise als Ferienort beliebt. Der bedeutende Architekt Stanford White liegt in St. James begraben.

## Wirtschaft und Infrastruktur
St. James hat einen Haltepunkt an der LIRR-Strecke zwischen Port Jefferson und Penn Station. Das größte Einkaufszentrum der Region, die Smith Haven Mall, liegt auf der Grenze von St. James und Lake Grove. Direkt östlich von St. James liegt die öffentliche Stony Brook University.